# Zonnatura
Zonnatura is een van de merken van voedingsmiddelenbedrijf Koninklijke Wessanen NV.

## Activiteiten
Zonnatura verkoopt biologische producten met de slogans 100% natuurlijk of 100% biologisch. Het merk probeert een doelgroep te vinden onder mensen die zich zorgen maken over de kwaliteit van de voeding en speelt in op het terugverlangen naar de natuur. Het assortiment omvat onder meer: thee, versnaperingen, ontbijtgranen, kant-en-klaarmaaltijden, vruchtensappen, plantaardige melk en dergelijke.

## Geschiedenis
Zonnatura werd in 1954 opgericht door Willem Smits. In 1954 verschenen de eerste producten van Zonnatura bij kruideniers en drogisterijen. Zonnatura werd in 1994 overgenomen door Numico, met de overname van het moederbedrijf Smits' Reform. In 2001 werd het overgenomen door Wessanen. Zonnatura-producten genereerden een jaaromzet van gemiddeld 45 miljoen gulden. De prijs die Wessanen heeft betaald, is niet bekendgemaakt.